# Alfred Seifert (Maler)

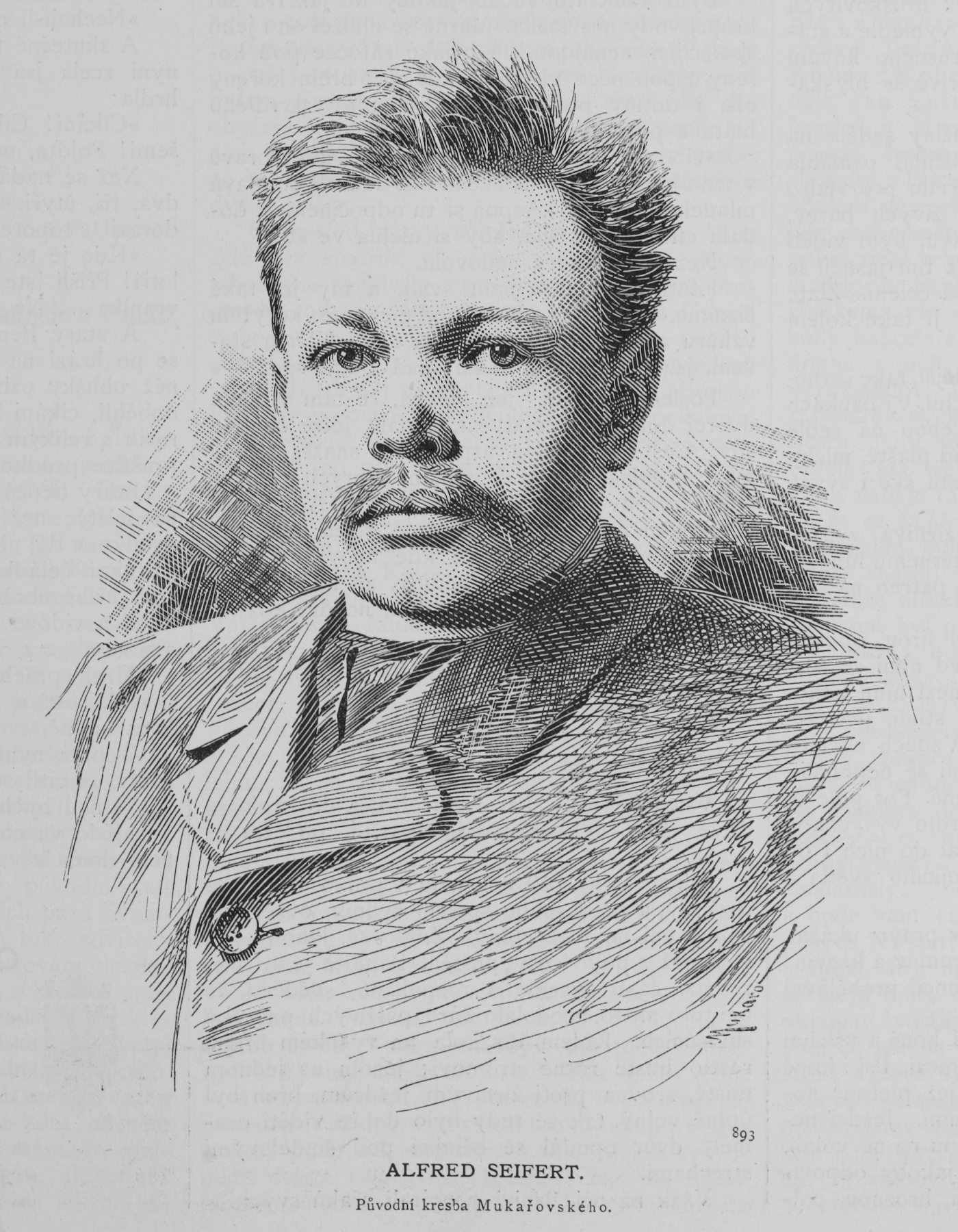
Alfred Seifert, 1885, von Josef Mukařovský

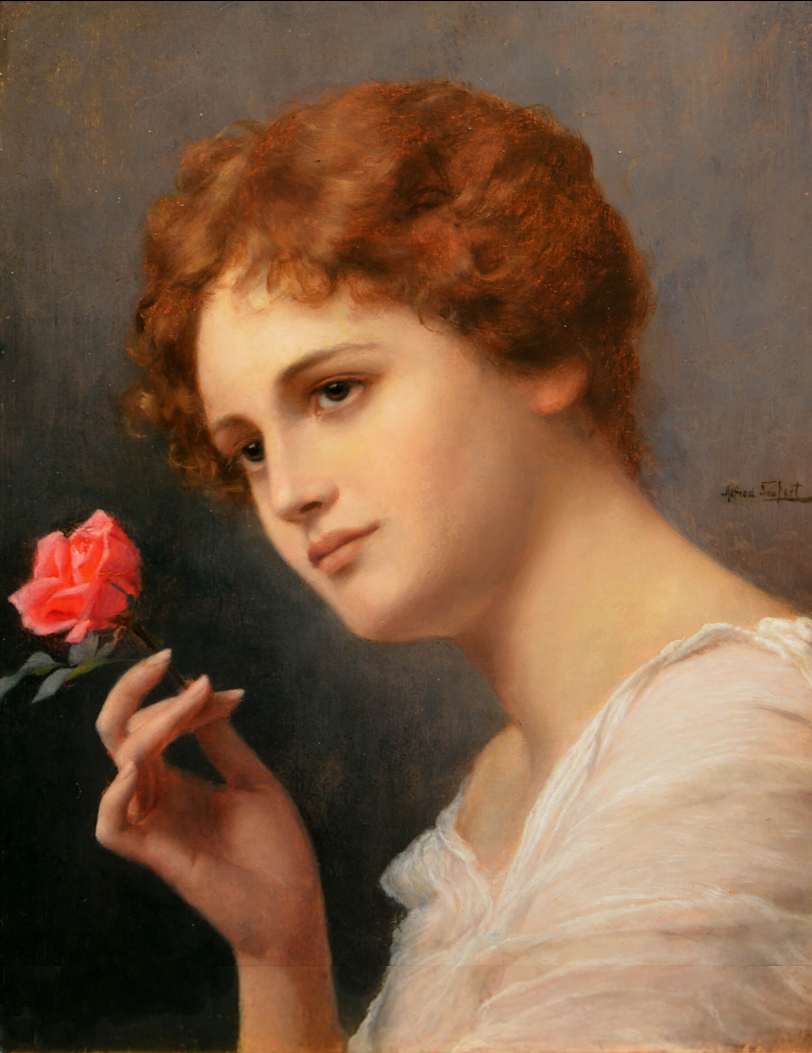
Damenbildnis mit Rose

Alfred Seifert (* 6. September 1850 in Praskolesy im Bezirk Hořowitz; † 4. Februar 1901 in München) war ein tschechisch-deutscher Porträtmaler.
Kurz nach seiner Geburt zog die Familie nach Hořowitz. Wegen einer Erkrankung konnte Seifert die ersten vier Jahre nicht laufen und verbrachte zwei Jahre in einer orthopädischen Heilanstalt.
Schon als Kind zeigte er eine zeichnerische Begabung. Seine ersten Lehrer waren Professor Karl Würbs, der Inspektor der Bildergalerie der Gesellschaft patriotischer Kunstfreunde in Böhmen, und Landschaftsarchitekt Alois Kirnig.
Nach zwei Jahren am Gymnasium in der Prager Kleinseite begann Seifert ab dem 14. Mai 1870 ein Studium an der Königlichen Akademie der Künste in München bei Sándor Wagner und Wilhelm Lindenschmit dem Jüngeren. 1876 richtete er in München sein eigenes Atelier ein.
Den größten Teil seines Lebens verbrachte Seifert in Deutschland; in Böhmen blieb er fast unbekannt. Seine Werke erschienen aber in der illustrierten Zeitschrift „Světozor“ und auch in der „Gartenlaube“.
Alfred Seifert war Mitglied des böhmischen Kunstvereins Umělecká beseda, des Münchner Kunstvereins, der Münchner Künstlergenossenschaft und der Allgemeinen deutschen Kunstgenossenschaft.